# Kanton Hornoy-le-Bourg
Kanton Hornoy-le-Bourg (fr. Canton de Hornoy-le-Bourg) byl francouzský kanton v departementu Somme v regionu Pikardie. Skládal se ze 16 obcí. Zrušen byl po reformě kantonů 2014.

## Obce kantonu
- Arguel
- Aumont
- Beaucamps-le-Jeune
- Beaucamps-le-Vieux
- Belloy-Saint-Léonard
- Brocourt
- Dromesnil
- Hornoy-le-Bourg
- Lafresguimont-Saint-Martin
- Liomer
- Méricourt-en-Vimeu
- Le Quesne
- Saint-Germain-sur-Bresle
- Thieulloy-l'Abbaye
- Villers-Campsart
- Vraignes-lès-Hornoy